# Lopatyn
Lopatyn (ukrainisch Лопатин; russisch Lopatin, polnisch Łopatyn) ist eine Siedlung städtischen Typs in der Oblast Lwiw im Westen der Ukraine etwa 75 Kilometer nordöstlich der Gebietshauptstadt Lemberg am Fluss Ostriwka gelegen.

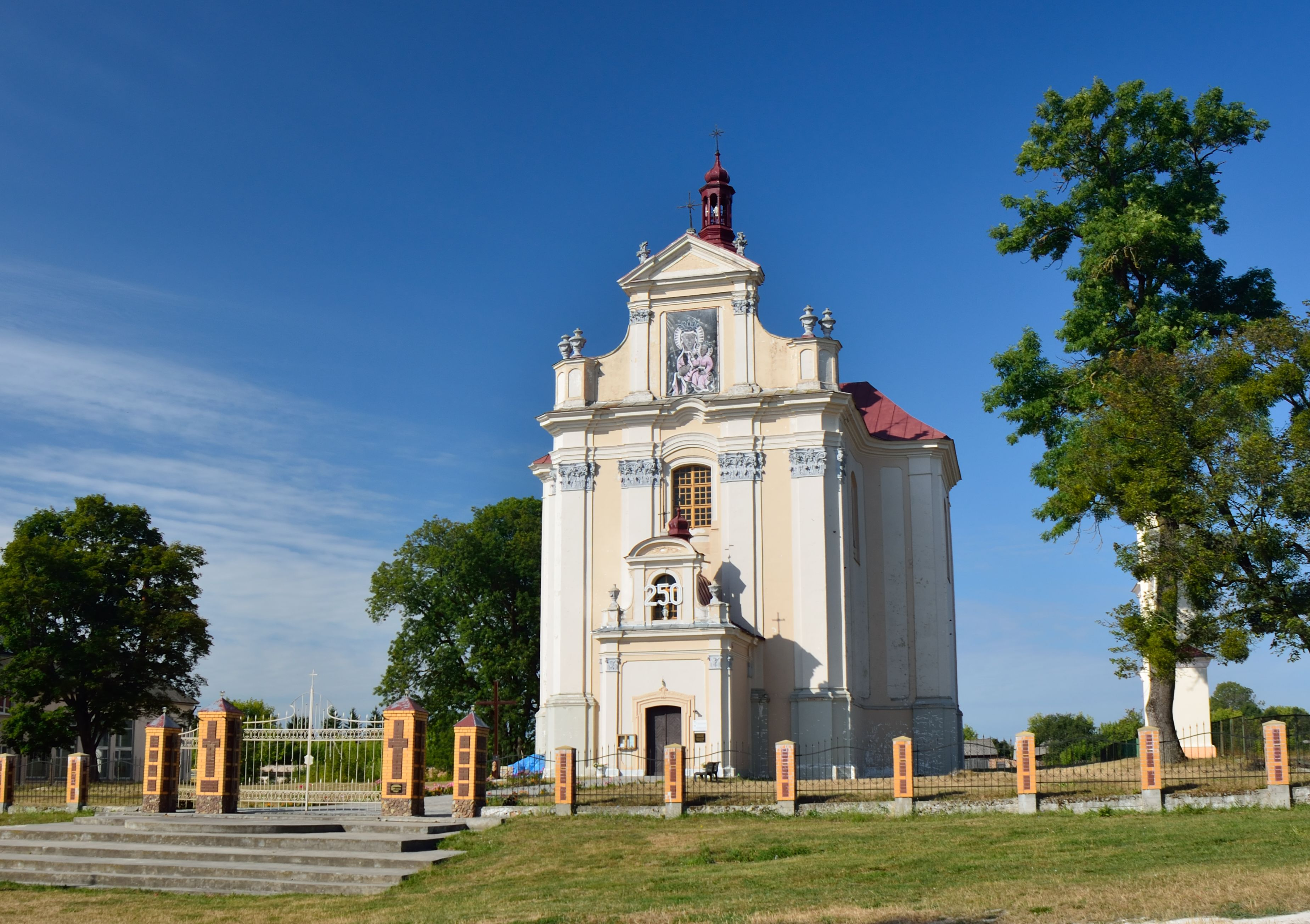
Kirche im Ort

## Geschichte
Der Ort wurde 1366 zum ersten Mal schriftlich erwähnt und lag damals in der Adelsrepublik Polen in der Woiwodschaft Ruthenien. Er wurde im 17. Jahrhundert mehrfach durch Tatareneinfälle verwüstet. Der Ort gehörte ab 1774 bis 1918 als Łopatyn zum österreichischen Galizien und war von 1854 bis 1867 Sitz einer Bezirkshauptmannschaft, danach wurde er dem Bezirk Brody zugeschlagen, zugleich kam es zur Einrichtung eines Bezirksgerichtes.
Nach dem Ende des Ersten Weltkrieges kam der Ort zu Polen (in die Woiwodschaft Tarnopol), wurde im Zweiten Weltkrieg kurzzeitig von der Sowjetunion und dann bis 1944 von Deutschland besetzt, unter sowjetischer Verwaltung wurde 1940 im Ort ein Traktorenwerk errichtet.
Nach dem Ende des Krieges wurde der Ort der Sowjetunion zugeschlagen, dort kam die Stadt zur Ukrainischen SSR und ist seit 1991 ein Teil der heutigen Ukraine. Seit 1956 ist der Ort eine Siedlung städtischen Typs.

## Sehenswürdigkeiten
- Kirche aus dem 18. Jahrhundert
- Landhaus aus dem 18. Jahrhundert

## Verwaltungsgliederung
Am 12. Juni 2020 wurde die Siedlung städtischen Typs zum Zentrum der neu gegründeten Siedlungsgemeinde Lopatyn (Лопатинська міська громада/Lopatynska miska hromada). Zu dieser zählen auch die 27 in der untenstehenden Tabelle aufgelistetenen Dörfer im Rajon Tscherwonohrad; bis dahin bildet sie die Siedlungsratsgemeinde Lopatyn (Лопатинська міська рада/Lopatynska miska rada) im Rajon Radechiw.
Folgende Orte sind neben dem Hauptort Lopatyn Teil der Gemeinde:
| Name                     | Name            | Name                              | Name                    |
| ukrainisch transkribiert | ukrainisch      | russisch                          | polnisch                |
| ------------------------ | --------------- | --------------------------------- | ----------------------- |
| Adamiwka                 | Адамівка        | Адамовка (Adamowka)               | Adamówka                |
| Baryliw                  | Барилів         | Барилов (Barilow)                 | Baryłów                 |
| Batyjiw                  | Батиїв          | Батыев (Batyjew)                  | Batyjów                 |
| Bebechy                  | Бебехи          | Бебехи (Bebechi)                  | Bebechy                 |
| Beresiwka                | Березівка       | Березовка (Beresowka)             | Laszków                 |
| Chmilno                  | Хмільно         | Хмельно (Chmelno)                 | Chmielno                |
| Hryzewolja               | Грицеволя       | Грицеволя (Grizewolja)            | Hrycowola               |
| Kortschiwka              | Корчівка        | Корчёвка (Kortschjowka)           | Korczówka               |
| Kulykiw                  | Куликів         | Куликов (Kulikow)                 | Kulików                 |
| Kustyn                   | Кустин          | Кустин (Kustin)                   | Kustyn                  |
| Mykolajiw                | Миколаїв        | Николаев (Nikolajew)              | Mikołajów               |
| Nowostawzi               | Новоставці      | Новоставцы (Nowostawzy)           | Nowostawce              |
| Nywyzi                   | Нивиці          | Нивицы (Niwizy)                   | Niwice                  |
| Pidmonastyrok            | Підмонастирок   | Подмонастырёк (Podmonastyrjok)    | Podmanastyrek           |
| Pustelnyky               | Пустельники     | Пустельники (Pustelniki)          | Pustelniki              |
| Romaniwka                | Романівка       | Романовка (Romanowka)             | Romanówka Szczurowiecka |
| Rudenko                  | Руденко         | Руденко                           | Rudenko                 |
| Sahatka                  | Загатка         | Загатка (Sagatka)                 | Zahatka                 |
| Sawydtsche               | Завидче         | Завидче (Sawidtsche)              | Zawidcze                |
| Schtschurowytschi        | Щуровичі        | Щуровичи (Schtschurowitschi)      | Szczurowice             |
| Smorschiw                | Сморжів         | Сморжов (Smorschow)               | Smarzów                 |
| Staryj Majdan            | Старий Майдан   | Старый Майдан (Stary Maidan)      | Majdan Stary            |
| Stremiltsche             | Стремільче      | Стремильче                        | Strzemilcze             |
| Styrkiwzi                | Стирківці       | Стырковцы (Styrkowzy)             | Sterkowce               |
| Trijzja                  | Трійця          | Троица (Trojiza)                  | Trójca                  |
| Uwyn                     | Увин            | Увин (Uwin)                       | Uwin                    |
| Wolyzja-Barylowa         | Волиця-Барилова | Волица-Барилова (Woliza-Barilowa) | Wolica Baryłowa         |

## Persönlichkeiten
- Józef Dwernicki (1779–1857), polnischer General, im Ort verstorben
- Marian Leszczyński (1936–2020), polnischer Ruderer